# Władysław Jahl
 (août 2018).
Si vous disposez d'ouvrages ou d'articles de référence ou si vous connaissez des sites web de qualité traitant du thème abordé ici, merci de compléter l'article en donnant les références utiles à sa vérifiabilité et en les liant à la section « Notes et références ».
Pour les articles homonymes, voir Jahl.
Władysław Adam Alojzy Jahl, né le 10 août 1886 à Jarosław et mort le 31 mars 1953 à Paris, est un peintre polonais.

## Biographie
Il étudie le droit à l'université de Lviv et l'histoire de l'art à l'université Jagellonne. Dans les années 1912-1914, il étudie la peinture à Paris à l'Académie de la Grande Chaumière. Après le début de la Première Guerre mondiale, il part pour l'Espagne où, à partir de 1917, il suit les cours de Józef Pankiewicz. En 1918, il participe à l'exposition de peinture de Madrid.
En 1920, il retourne à Paris et vit temporairement chez Moïse Kisling. Il est aussi un ami de Mela Muter. Il expose plusieurs fois ses peintures au Salon d'automne, en 1919 au Musée des Arts décoratifs, en 1920 également au Salon des indépendants. Il expose également ses peintures à New York, et participe à diverses expositions en Pologne.
En 1935, il est cofondateur du Groupe d’artistes polonais de Paris. Il visite souvent l'Espagne, où il est, entre autres scénographe du théâtre Odéon à Madrid et éditeur graphique de plusieurs magazines d’art. Dans son travail, l'influence de l'Ultraïsme est visible.
Durant la Seconde Guerre mondiale, il séjourne à Voiron. Après la guerre, en 1947 et 1948, il utilise le studio Mela Muter.